# Slavoňov

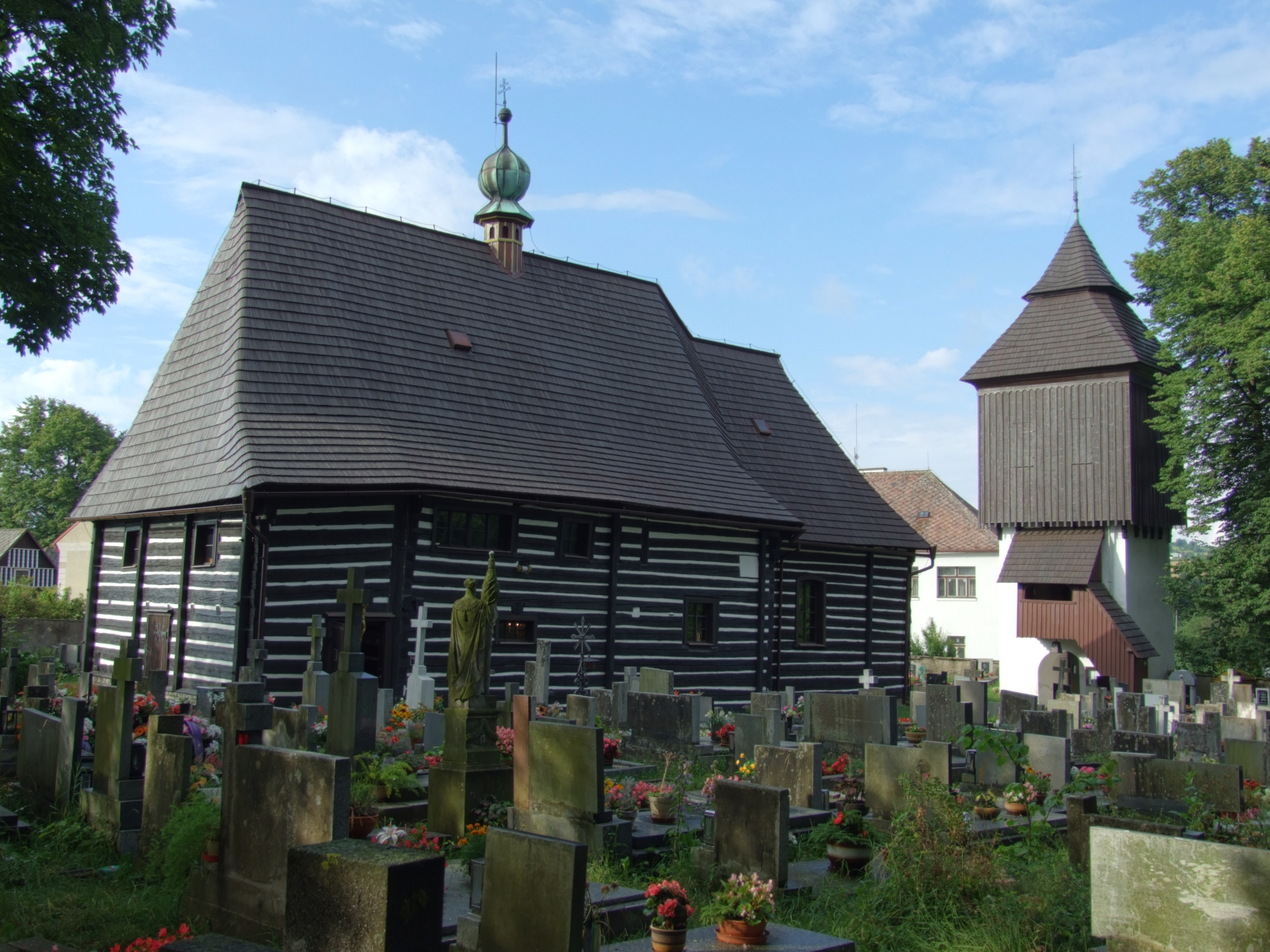
Kirche Johannes der Täufer

Slavoňov (deutsch Slawoniow) ist eine Gemeinde im Okres Náchod in Tschechien. Sie liegt vier Kilometer östlich von Nové Město nad Metují (Neustadt an der Mettau).

## Geographie
Slavoňov liegt im Vorland des Adlergebirges, etwa vier Kilometer südöstlich von Nové Město nad Metují im Klopotovské údolí (Klopotowtal). Nachbarorte sind Sendraž (Sendrasch) im Norden, Mezilesí (Metzles) und Nový Hrádek (Neubürgles) mit der Frymburk (Friedenburg) im Nordosten, Bohdašín (Bochdaschin) und Janov (Johanneshöfen) im Südosten, Ohnišov (Wochnischau) im Südosten, Chlistov (Chlistau) und Val (Wall) im Süden und Jestřebí (Habichtsau) im Nordwesten. 

## Geschichte
Es ist nicht bekannt, wann Slavoňov gegründet wurde. Es ist möglich, dass die Gründung auf den Königgrätzer Erzdechanten Slavoň zurückgeht, der 1167 vom Landesherrn das umliegende Gebiet erhielt. Es gehörte zur Herrschaft Opočno im altböhmischen Königgrätzer Kreis und wurde 1384 erstmals urkundlich erwähnt. Damals bestand bereits die Kirche Johannes des Täufers, die über einen eigenen Pfarrer verfügte. 1553 wurde sie als Stiftung des Johann (Jan) Kotlačka und dessen gleichnamigem Sohn, die aus dem benachbarten Blažkov stammten, neu errichtet. Später gelangte sie zum Sprengel der Dekanatskirche von Dobruška. 1721 wurde sie als Filiale zur Pfarrkirche in Nový Hrádek zugewiesen, 1787 erhielt sie einen eigenen Lokalisten, und 1790 wurde das Pfarrhaus errichtet. 1806 wurde die Kirche wieder zur Pfarrkirche erhoben. Eingepfarrt waren neben Slavoňov Bohdašín mit Vanovka (Wanowka), Sendraž, Mezilesí, Blažkov (Blaschkow), Jestřebí, Zákraví (Sakraw) und Libchyně.
1836 stand die Pfarrkirche Johannes des Täufers sowie die 1789 erbaute Schule unter dem Patronat des Religionsfonds. Die damals gezählten 277 Einwohner wohnten in 49 Häusern.
Nach der Aufhebung der Patrimonialherrschaften wurde Slavoňov 1848 zur selbstständigen Gemeinde, die ab 1850 zum Bezirk Neustadt an der Mettau gehörte. Nach der Aufhebung des Okres Nové Město nad Metují kam die Gemeinde 1949 zum Okres Dobruška, seit 1961 gehört sie zum Okres Náchod.

## Gemeindegliederung
Die Gemeinde Slavoňov besteht aus den Ortsteilen Slavoňov und Blažkov.

## Sehenswürdigkeiten
- Die Schrotholzkirche Johannes der Täufer (Kostel svatého Jana Křtitele) steht seit 1958 unter Denkmalschutz.
- Dům Mariina zahrada (Haus Garten Mariens) ist eine Niederlassung der internationalen Schönstattbewegung